# Chantal Taiba
Chantal Taïba est une chanteuse kroumen de Côte d'Ivoire, née à Tabou. Elle est surnommée La reine du Matiko.

## Biographie
De son vrai nom Kobla Marie-Thérèse Taïba Chantal,  la chanteuse a commencé sa carrière timidement, comme choriste dans l'orchestre de la télévision nationale, au début des années 1980. À l'époque, l'une de ses premières chansons devient l'hymne des Eléphants, l'équipe nationale de football de Côte d'Ivoire. En cinq (5) albums, Chantal Taïba impose en Côte d'Ivoire et à l'étranger son style musical : le Matiko, à l'origine, une danse de réjouissance des femmes kroumen qui s'exécute au clair de lune qu'elle a modernisée et nourrie d'influences extérieures. Elle a ainsi fondé, en 2000, le groupe Matikos, avec des musiciens espagnols.

## Discographie
- Janvier 1994 Ingratitude[5]
- Mai 2007 Best Off , un cocktail de 15 titres constitués de belles compositions musicales de Chantal[5]
- Décembre 2000, Nepata : c'est l'album qui va confirmer le concept « Matiko », à l'origine, une danse de réjouissance des femmes kroumen, et le style musical de l'artiste
- Novembre 2004 : Femme d'honneur, un album de 10 titres consacré à la défense de la cause de la femme[5]
- 2018 : Sérédo, album de neuf (9) titres[6].